# Luk Vanhorenbeek
Luk Vanhorenbeek (Leuven, 18 december 1943 – Bierbeek, 8 maart 2014) was een Belgisch politicus, het grootste gedeelte van zijn politieke loopbaan actief voor de Volksunie.

## Levensloop
Van 1960 tot 1966 studeerde Vanhorenbeek Germaanse Filologie aan de Katholieke Universiteit Leuven. Daarna werd hij leraar in de Provinciale Normaalschool van Leuven.
Tijdens zijn studententijd was hij actief in het Katholiek Vlaams Hoogstudentenverbond en trad hij toe tot de Volksunie. Van 1977 tot 1982 was hij voorzitter van de partijafdeling van Bierbeek. Van 1983 tot 2006 was hij er gemeenteraadslid. Ook was hij van 1983 tot 1988 en van 1995 tot 2000 als schepen van cultuur lid van het college van burgemeester en schepenen. Van 2007 tot 2008 was hij in de gemeente buiten de gemeenteraad voorzitter van het OCMW en toegevoegd schepen. Hij bekwam de uitbouw van het gemeentelijk cultuurcentrum De Borre en stond mee aan de brouwketel van de Bierbeekse.
Op 31 juli 1984 volgde hij Willy Kuijpers op als lid van de Kamer van volksvertegenwoordigers voor het arrondissement Leuven, wat hij bleef tot en met 23 november 1991. In de periode oktober 1984-november 1991 had hij als gevolg van het toen bestaande dubbelmandaat ook zitting in de Vlaamse Raad. De Vlaamse Raad was vanaf 21 oktober 1980 de opvolger van de Cultuurraad voor de Nederlandse Cultuurgemeenschap, die op 7 december 1971 werd geïnstalleerd, en was de voorloper van het huidige Vlaams Parlement. Hij vertegenwoordigde zijn partij in die periode in meerdere commissies maar was de langste tijd actief in de Commissie voor Onderwijs en Vorming waarvan hij ook meerdere periodes secretaris was. Hij haalde ook meermaals de media met zijn verzet tegen de aanleg van de Hogesnelheidslijn 2 door zijn gemeente.